# Erika Metzger
Pour les articles homonymes, voir Metzger.
Erika Metzger est une joueuse de tennis de table allemande.

## Carrière sportive
Elle a été championne du monde de tennis de table en double avec Mona Rüster. 